# Wilhelm Schroeder

Wilhelm Schroeder

Wilhelm Schroeder (* 23. April 1898 in Leipzig; † 8. Juli 1943 bei Redin, Kärnten) war ein deutscher Politiker (NSDAP) und SS-Führer.

## Leben
Nach dem Besuch der Volksschule absolvierte Schroeder von 1920 bis 1921 eine landwirtschaftliche Lehre. Ab Oktober 1914 nahm Schroeder als Freiwilliger am Ersten Weltkrieg teil. Nachdem er zunächst der Infanterie angehört hatte, wurde Schroeder ab Oktober 1917, oder auch erst ab 1918 (widersprüchliche Angaben in verschiedenen Auflagen der Reichstaghandbücher), als Pilot eingesetzt. Seit 1916 hatte er den Rang eines Leutnants der Reserve inne. Im Krieg wurde er unter anderem mit dem Eisernen Kreuz beider Klassen ausgezeichnet. Nach dem Krieg besuchte er von 1919 bis 1920 ein Gymnasium in Dresden, wo er das Abitur nachholte. Anschließend studierte er ein Jahr lang Landwirtschaft, Volkswirtschaft, Geschichte und Kunst in München. In den Jahren 1923 bis 1932 verdiente Schroeder seinen Lebensunterhalt als Gutsinspektor. 1927 heiratete er.
Im Januar 1923 schloss Schroeder sich der NSDAP an (Mitgliedsnummer 63.277), nachdem er bereits seit 1922 in Verbindung dazu gestanden hatte. Außerdem wurde er Mitglied der Sturmabteilung (SA). Nach dem vorübergehenden Verbot der Partei in der Zeit von November 1923 bis Januar 1925 trat er der NSDAP 1926 erneut bei. In den folgenden Jahren bekleidete er verschiedene Parteifunktionen: Seit 1930 trat er als Parteiredner auf. Außerdem wurde er Ortsgruppenleiter und landwirtschaftlicher Gaufachberater. 1932 übernahm er zudem die Führung der SA-Standarte 139 (bis Februar 1935).
Bei der Reichstagswahl vom Juli 1932 wurde Schroeder als Kandidat der NSDAP für den Wahlkreis 29 (Leipzig) in den Reichstag der Weimarer Republik gewählt. Nachdem sein Mandat bei den folgenden drei Wahlen – im November 1932, März 1933 und November 1933 – bestätigt wurde, übernahm Schroeder anlässlich der Wahl vom März 1936 das Mandat für den Wahlkreis 22 (Düsseldorf Ost), das er bis zum April 1938 beibehielt. Zuletzt vertrat er vom April 1938 bis zu seinem Tod im Juli 1943 den Wahlkreis 34 (Hamburg). Zu den bedeutenden parlamentarischen Ereignissen, an denen Schroeder während seiner Abgeordnetenzeit beteiligt war, zählte unter anderem die Abstimmung über das – auch mit Schroeders Stimme beschlossene – Ermächtigungsgesetz im März 1933.
Nach der „Machtergreifung“ der Nationalsozialisten im Frühjahr 1933 wurde Schroeder zum SA-Standartenführer befördert. 1934 wurde Schroeder Mitglied des Landesbauernrates von Sachsen. Am 12. Februar 1935 trat er der Schutzstaffel (SS) bei (Mitgliedsnr. 261.293). Vom 6. Mai 1935 bis zum 15. Januar 1937 führte er die 20. SS-Standarte (Düsseldorf). Vom 1. Januar 1937 bis zum 20. Mai 1939 war Schroeder Führer des SS-Abschnitts XV (Dortmund). Am 9. November 1937 wurde er zum SS-Oberführer befördert.
Am 1. Juni 1939 wurde Schroeder zum Stabsführer des SS-Oberabschnitts Alpenland befördert, dessen Hauptquartier sich in Salzburg befand. 1943 wurde er zum Obersturmführer der Waffen-SS befördert. Nach Angaben des Werkes Der grossdeutsche Reichstag starb Schroeder im Juli 1943 als Obersturmführer der Waffen-SS während einer Partisanenbekämpfungsaktion in Kärnten. Aus privaten Unterlagen (Kondolenzschreiben seines Kommandeurs F. Bochmann, Dienststelle F.B.Nr.48 2 79 a, 15. Juli 1943) geht hervor, dass Schroeder am 8. Juli 1943 „westlich der Ortschaft Gouki als Chef der schweren Panzerkompanie unseres Regiments vor dem Feind geblieben ist“. Auch ein Zeitungsausschnitt bezieht sich darauf, dass Schroeder „als SS-Obersturmführer und Kompanieführer in der SS-Panzer-Grenadier-Division 'Totenkopf' bei den derzeitigen schweren Kämpfen im Osten gefallen ist“.
Weitere Auszeichnungen, die Schroeder erhielt, waren das Goldene Parteiabzeichen, das Reichssportabzeichen in Gold, der Ehrendegen des Reichsführers SS und der Totenkopfring der SS.